# Альцай-Вормс (район)
Альцай-Вормс (нім. Alzey-Worms) — район у Німеччині, у складі федеральної землі Рейнланд-Пфальц. Адміністративний центр — місто Альцай.

## Населення
Населення району становить 130 715 осіб (станом на 31 грудня 2020).

## Адміністративний поділ
Район складається з 68 міст і громад (нім. Gemeinden), об'єднаних в 6 об'єднань громад (нім. Verbandsgemeinden), а також районного центру, міста Альцай, яке до жодного об'єднання адміністративно не входить.
Дані про населення наведені станом на 31 грудня 2020. Зірочками (*) позначені центри об'єднань громад.
Самостійні міста/громади::

| - місто Альцай * (18820) |

| Об'єднання громад: | | |
| - 1. Альцай-Ланд [Центр: Альцай] 1. Альбіг (1617) 2. Бермерсгайм-фор-дер-Гее (337) 3. Бехенгайм (412) 4. Бехтольсгайм (1770) 5. Бібельнгайм (663) 6. Борнгайм (873) 7. Вальгайм (576) 8. Гау-Геппенгайм (523) 9. Гау-Одернгайм (3866) 10. Дінтесгайм (153) 11. Еппельсгайм (1220) 12. Ербес-Бюдесгайм (1437) 13. Ессельборн (389) 14. Кеттенгайм (325) 15. Лонсгайм (587) 16. Маухенгайм (954) 17. Нак (621) 18. Нідер-Візен (621) 19. Обер-Флерсгайм (1284) 20. Оффенгайм (663) 21. Фломборн (1081) 22. Флонгайм (2745) 23. Фраймерсгайм (739) 24. Фрамерсгайм (1584) | - 2. Айх 1. Айх * (3705) 2. Альсгайм (2861) 3. Гамм-ам-Райн (2030) 4. Гімбсгайм (3071) 5. Меттенгайм (1663) - 3. Монсгайм 1. Вахенгайм (705) 2. Гоен-Зюльцен (726) 3. Мельсгайм (583) 4. Мерштадт (1063) 5. Монсгайм * (2562) 6. Оффштайн (1911) 7. Флерсгайм-Дальсгайм (3099) - 4. Вельштайн 1. Вельштайн * (4550) 2. Вендельсгайм (1401) 3. Вонсгайм (896) 4. Гау-Біккельгайм (2199) 5. Гумбсгайм (617) 6. Еккельсгайм (397) 7. Зіферсгайм (1278) 8. Штайн-Боккенгайм (656) | - 5. Воннегау 1. Бехтгайм (1777) 2. Бермерсгайм (390) 3. Вестгофен (3394) 4. Діттельсгайм-Геслох (2146) 5. Ганген-Вайсгайм (441) 6. Гохборн (432) 7. Гундгайм (929) 8. Гундерсгайм (1575) 9. Монцернгайм (569) 10. Остгофен (місто) * (9569) 11. Фреттенгайм (314) - 6. Веррштадт 1. Армсгайм (2483) 2. Валлертгайм (1735) 3. Веррштадт (місто) * (8012) 4. Габсгайм (731) 5. Гау-Вайнгайм (602) 6. Енсгайм (460) 7. Заульгайм (8111) 8. Зульцгайм (1189) 9. Партенгайм (1588) 10. Уденгайм (1330) 11. Фендерсгайм (541) 12. Шорнсгайм (1606) 13. Шпісгайм (958) |